# Direction générale des affaires maritimes et de la pêche
La Direction générale des affaires maritimes et de la pêche (DG MARE) est une direction générale de la Commission européenne, responsable du domaine politique de la pêche, du droit de la mer et des affaires maritimes de l'Union européenne. La directrice générale actuelle est Charlina Vitcheva.
En 2020, elle comptait 308 employés. Elle est placée sous la responsabilité du Commissaire européen à la Pêche et aux Océans.

## Mission
La mission de la DG MARE est de: 
- garantir que les ressources océaniques sont utilisées de manière durable et que les communautés côtières et le secteur de la pêche ont un avenir prospère[3];
- promouvoir les politiques maritimes et stimuler une économie bleue durable ;
- promouvoir la gouvernance des océans au niveau international.

Elle met en œuvre la politique commune de la pêche de l'Union europénne.

## Structure
En 2008, la Direction général est réorganisée, de DG FISG elle devient DG MARE.
La DG MARE comprend 5 directions, toutes basées à Bruxelles :
- A : Politique maritime et économie bleue
- B : Gouvernance internationale des océans et pêche durable
- C : Politique de la pêche Atlantique, mer du Nord, Baltique et régions ultrapériphériques
- D : Politique de la pêche en Méditerranée et en mer Noire
- E : Affaires générales et ressources

## Dans la fiction
- Dans le série télévisée Parlement (2020-2024), le personnage de Carmen Saru est Directrice générale des affaires maritime et des pêches à la Commission européenne.

## Voir également
- Commissaire européen à l'environnement, aux océans et à la pêche
- Politique commune de la pêche
- Conseil Agriculture et Pêche (Conseil de l'Union européenne)
  - Direction générale de l'agriculture, de la pêche, des affaires sociales et de la santé
- Commission de la pêche du Parlement européen
- Agence européenne de contrôle des pêches